# موسيقى أفلام هاري بوتر
سُجلت وأُصدرت موسيقى سلسلة أفلام هاري بوتر بالتوازي مع مرحلة ما بعد الإنتاج وعرض الأفلام الثمانية، ولُحِّنت على يد كل من جون ويليامز، وباتريك دويل، ونيكولاس هووبر وألكسندر ديسبلا. رُغم أن ويليامز لحن الأفلام الثلاثة الأولى فقط، إلا أن العديد من الألحان التي ابتكرها، مثل "لحن هيدويغ" الذي يُمكن سماعه في جميع الأفلام الثمانية، كُررت وأدرجت في باقي أفلام السلسلة. كما نُسب إلى جارفيس كوكر كتابة موسيقى هاري بوتر، وكتب جيريمي سول وجيمس هانيغان موسيقى لألعاب الفيديو الخاصة بالسلسلة.

## القائمة العامة
| العام | عنوان الفيلم                      | الملحن         | الموجه الموسيقي               | منظم الأوركسترا | الأوركسترا                            |
| ----- | --------------------------------- | -------------- | ----------------------------- | --- | ------------------------------------- |
| 2001  | هاري بوتر وحجر الفيلسوف           | جون ويليامز    | جون ويليامز                   | - جون ويليامز - كونراد بوب [الإنجليزية] - ألكسندر كورايدج [الإنجليزية] - جون نيوفيلد - إيدي كارام - بيت أنتوني - ولاري رينش | أوركسترا لندن السيمفونية [الإنجليزية] |
| 2002  | هاري بوتر وحجرة الأسرار           | جون ويليامز    | ويليام روس                    | - جون ويليامز - كونراد بوب [الإنجليزية] - ألكسندر كورايدج [الإنجليزية] - جون نيوفيلد - إيدي كارام - بيت أنتوني - ولاري رينش | أوركسترا لندن السيمفونية [الإنجليزية] |
| 2004  | هاري بوتر وسجين أزكابان           | جون ويليامز    | جون ويليامز                   | - جون ويليامز - كونراد بوب [الإنجليزية] - ألكسندر كورايدج [الإنجليزية] - جون نيوفيلد - إيدي كارام - بيت أنتوني - ولاري رينش | أوركسترا لندن السيمفونية [الإنجليزية] |
| 2005  | هاري بوتر وكأس النار              | باتريك دويل    | جيمس شيرمان                   | - باتريك دويل - جيمس شيرمان - لورانس آش مور - جون بيل - براد ديكتر - نيكول نيفين - جيمس ماكويليام                           | أوركسترا لندن السيمفونية [الإنجليزية] |
| 2007  | هاري بوتر وجماعة العنقاء          | نيكولاس هووبر  | - ألاستير كينغ - نيكولاس هوبر | - ألاستير كينغ - سايمون وايتسايد - جيف ألكسندر - جوليان كيرشو - برادلي مايلز                                                | أوركسترا لندن الصغيرة                 |
| 2009  | هاري بوتر والأمير الهجين          | نيكولاس هووبر  | - ألاستير كينغ - نيكولاس هوبر | - ألاستير كينغ - جيف أتماجيان [الإنجليزية] - سايمون وايتسايد - داريل غريفيث - برادلي فارمر                                  | أوركسترا لندن الصغيرة                 |
| 2010  | هاري بوتر ومقدسات الموت – الجزء 1 | ألكسندر ديسبلا | ألكسندر ديسبلا                | - ألكسندر ديسبلا - كونراد بوب - جان باسكال بينتوس - كليفورد تاسنر - ريتشارد ستيوارت - نان شوارتز - أليخاندرو دي لا لوزا     | أوركسترا لندن السيمفونية              |
| 2011  | هاري بوتر ومقدسات الموت – الجزء 2 | ألكسندر ديسبلا | ألكسندر ديسبلا                | - ألكسندر ديسبلا - كونراد بوب - جان باسكال بينتوس - كليفورد تاسنر - بيل نيويلين - نان شوارتز - أليخاندرو دي لا لوزا         | أوركسترا لندن السيمفونية              |

## الألحان والدلالات
ابتكر كل مؤلف ألحانًا تُمثل شخصيات، وأغراض، ومواقع وأفكار معينة. يُمكن سماع العديد من هذه الألحان في الأفلام التي تلت الفيلم الأصلي الذي كُتبت له.

### الظهور الأول في هاري بوتر وحجر الفيلسوف
| اللحن                   | الوصف | الفيلم الذي سُمع به اللحن |
| ----------------------- | --- | --- |
| لحن هيدويغ              | يُستخدم بشكل بارز في جميع أفلام هاري بوتر الثمانية. على الرغم من أنه يُسمى "لحن هيدويغ"، إلا أنه لا يُمثل دائمًا هيدويغ "بومة هاري بوتر" بشكل مُحدد، بل يعكس الفكرة الأوسع عن السحر وعالم السحرة. وغالبًا ما يُؤدى مقطعه الموسيقي في الحفلات من قبل الموسيقيين والفرق الموسيقية. وتُعتبر على نطاق واسع أحد أعظم أيقونيّات المقطوعات السينمائية على مر العصور. | هاري بوتر وحجر الفيلسوف، وهاري بوتر وحجرة الأسرار، وهاري بوتر وسجين أزكابان، وهاري بوتر وكأس النار، وهاري بوتر وجماعة العنقاء، وهاري بوتر والأمير الهجين، وهاري بوتر ومقدسات الموت الجزء الأول والثاني. |
| بورتريه عائلي           | يُمثل والدي هاري وعائلته الجديدة في هوغوورتس. | هاري بوتر وحجر الفيلسوف، وهاري بوتر وحجرة الأسرار وهاري بوتر ومقدسات الموت الجزء الثاني. |
| عالم هاري المُدهش        | مُرتبط بهاري بوتر وصداقاته مع رون ويزلي وهيرميون غرينجر. | هاري بوتر وحجر الفيلسوف، وهاري بوتر وحجرة الأسرار، وهاري بوتر والأمير الهجين (جلسات التسجيل فقط) ومقدسات الموت الجزء الثاني.                                                                            |
| نيمبوس 2000             | مُرتبط بمُكنسة نيمبوس 2000، والطيران والمشاغبات. | هاري بوتر وحجر الفيلسوف، وهاري بوتر وحجرة الأسرار، وهاري بوتر وسجين أزكابان ومقدسات الموت الجزء الثاني.                                                                                                 |
| لحن فولدمورت            | لحن مكون من جزئين مُرتبط بالخصم الرئيسي، اللورد فولدمورت. | هاري بوتر وحجر الفيلسوف وهاري بوتر وحجرة الأسرار. |
| حجر الفيلسوف            | مُرتبط بحجر الفيلسوف ويُستخدم لتمثيل فولدمورت في غرفة الأسرار. | هاري بوتر وحجر الفيلسوف وهاري بوتر وحجرة الأسرار. |
| هوغوورتس إلى الأبد      | تمثيل موضوعي لهوغوورتس. | هاري بوتر وحجر الفيلسوف. |
| عيد الميلاد في هوغوورتس | مُرتبط بوصول الشتاء وعيد الميلاد. | هاري بوتر وحجر الفيلسوف وهاري بوتر وحجرة الأسرار. |
| الغابة المظلمة          | يُمثل الغابة المظلمة التي ظهرت في السلسلة. | هاري بوتر وحجر الفيلسوف وهاري بوتر وحجرة الأسرار. |
| لحن عباءة الاختفاء      | مُرتبط بالعباءة، ويُستخدم عندما يكتب هاري إلى توم ريدل في اليوميات، وعندما يبدأ توم في شرح الأحداث الغريبة التي حدثت خلال عام المدرسة في الفيلم الثاني. يُسمع بشكل مختصر جدًا في الفيلم الثالث عندما يرتدي هاري العباءة في قبو هوني ديوكس. | هاري بوتر وحجر الفيلسوف، وهاري بوتر وحجرة الأسرار وهاري بوتر وسجين أزكابان. |

### الظهور الأول في هاري بوتر وحجرة الأسرار
| اللحن             | الوصف | الفيلم الذي سُمع به اللحن |
| ----------------- | --- | ------------------------ |
| فوكِس العنقاء      | مُرتبط بعنقاء دمبلدور الأليفة. | هاري بوتر وحجرة الأسرار. |
| لحن دوبي          | يُمثل دوبي (قزم المنزل). | هاري بوتر وحجرة الأسرار. |
| حجرة الأسرار      | مُرتبط بغرفة الأسرار كموقع. | هاري بوتر وحجرة الأسرار. |
| السيارة الطائرة   | يُمثل السيارة المسحورة التي استخدمها أبطال الفيلم.                                                                                | هاري بوتر وحجرة الأسرار. |
| لحن العنكبوت      | لحن الثماني نغمات (واحدة لكل ساق) المرتبط بعناكب أراغوغ. يُسمع لحن مشابه في فيلم ميونخ (2005)، الذي كان ويليامز قد بدأ في تطويره. | هاري بوتر وحجرة الأسرار. |
| لحن لوسيوس مالفوي | لحن المُؤامرة المرتبط بمالفوي. يعتمد على لحن مشابه يُسمع في فيلم (حرب النجوم: هجوم المستنسخين).                                    | هاري بوتر وحجرة الأسرار. |

### الظهور الأول في هاري بوتر وسجين أزكابان
| اللحن             | الوصف | الفيلم الذي سُمع به اللحن                           |
| ----------------- | --- | -------------------------------------------------- |
| المشاكل المزدوجة  | تُعد الهوية الموضعية الرئيسية للقطعة الموسيقية الثالثة.                                                        | هاري بوتر وسجين أزكابان.                           |
| لحن سيرياس بلاك   | لحن مُكون من ثلاث نغمات يمثل سيرياس بلاك كشخصية شريرة.                                                         | هاري بوتر وسجين أزكابان.                           |
| نافذة إلى الماضي  | مرُتبط بالشخصيات التي لها صلة بوالدي هاري.                                                                     | هاري بوتر وسجين أزكابان.                           |
| طيران باكبيك      | يُمثل باكبيك أثناء الطيران. يُستخدم أيضًا عندما ينقذ هاري وهرميون سيرياس بلاك.                                   | هاري بوتر وسجين أزكابان.                           |
| لحن كويدتش        | حن ثانوي يُستخدم لتمثيل الكويدتش. يُعاد استخدامه من قبل نيكولاس هوبر في الأمير الهجين أثناء تجربة رون للكويدتش. | هاري بوتر وسجين أزكابان وهاري بوتر والأمير الهجين. |
| لحن تعويذة الحامي | مُرتبط بتعويذة الحامي.                                                                                         | هاري بوتر وسجين أزكابان.                           |

### الظهور الأول في هاري بوتر وكأس النار
| اللحن              | الوصف | الفيلم الذي سُمع به اللحن                        |
| ------------------ | --- | ----------------------------------------------- |
| لحن فولدمورت       | هوية موضعية جديدة للورد فولدمورت. | هاري بوتر وكأس النار وهاري بوتر وجماعة العنقاء. |
| لحن هاري           | هوية موضعية جديدة لهاري؛ تتضمن مقطوعته الموسيقية في الحفلات تحت عُنوان "هاري في الشتاء".                                                | هاري بوتر وكأس النار.                           |
| ترنيمة هوغوورتس    | هوية موضعية جديدة لهوغوورتس. | هاري بوتر وكأس النار.                           |
| لحن دورمسترنج      | وية موضعية لفيكتور كرام ودورمسترنج. يُستخدم أيضًا لفريق الكويدتش البلغاري.                                                               | هاري بوتر وكأس النار.                           |
| لحن بوباتون        | هوية موضعية لأكاديمية بوباتون للسحر.                                                                                                   | هاري بوتر وكأس النار.                           |
| لحن مورتيا الباكية | لحن جديد للشبح مورتيا الباكية. يستخدم نفس التوزيع الأوركسترالي الذي استخدمه ويليامز في لحنه الأصلي للشخصية نفسها.                      | هاري بوتر وكأس النار.                           |
| لحن الشعب المائي   | مُرتبط بالشعب المائي والمهمة الثانية. يُسمع لأول مرة عندما يفتح هاري البيضة الذهبية تحت الماء، ثم يُسمع مرة أخرى أثناء مشاركته في المهمة. | هاري بوتر وكأس النار.                           |

### الظهور الأول في هاري بوتر ومقدسات الموت (الجزء 2)
| اللحن        | الوصف                            | الفيلم الذي سُمع به اللحن           |
| ------------ | -------------------------------- | ---------------------------------- |
| لحن ليلي     | مُرتبط بذاكرة والدة هاري.         | هاري بوتر ومقدسات الموت (الجزء 2). |
| التماثيل     | يُمثل معركة هوغوورتس.             | هاري بوتر ومقدسات الموت (الجزء 2). |
| ساحة المعركة | لحن ثانوي لمعركة هوغوورتس.       | هاري بوتر ومقدسات الموت (الجزء 2). |
| سيفروس وليلي | يُمثل حب سيفروس سنيب لوالدة هاري. | هاري بوتر ومقدسات الموت (الجزء 2). |
| لحن القيامة  | مثل حجر القيامة والحياة.         | هاري بوتر ومقدسات الموت (الجزء 2). |